# ももっちライナー

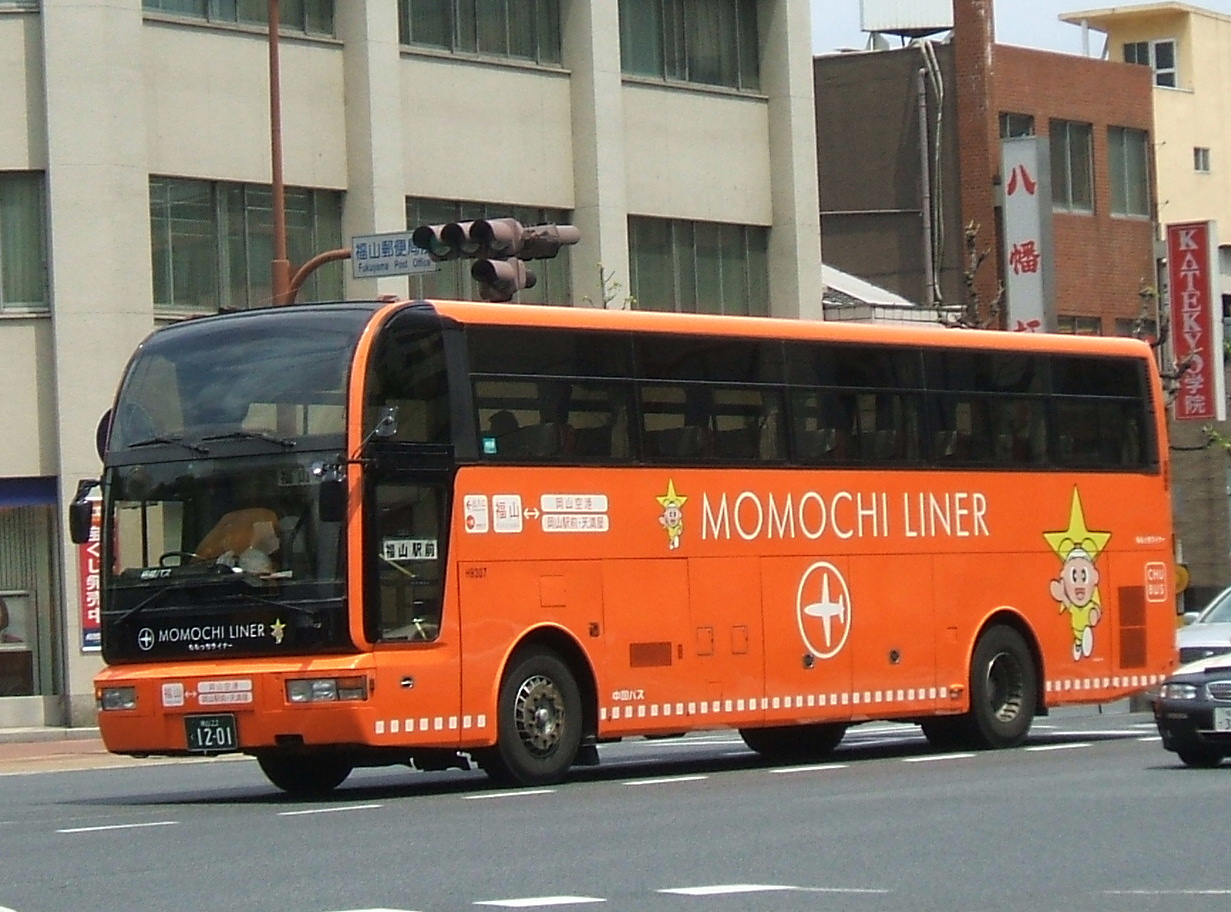
中国バスのももっちライナー専用車（2007年撮影）

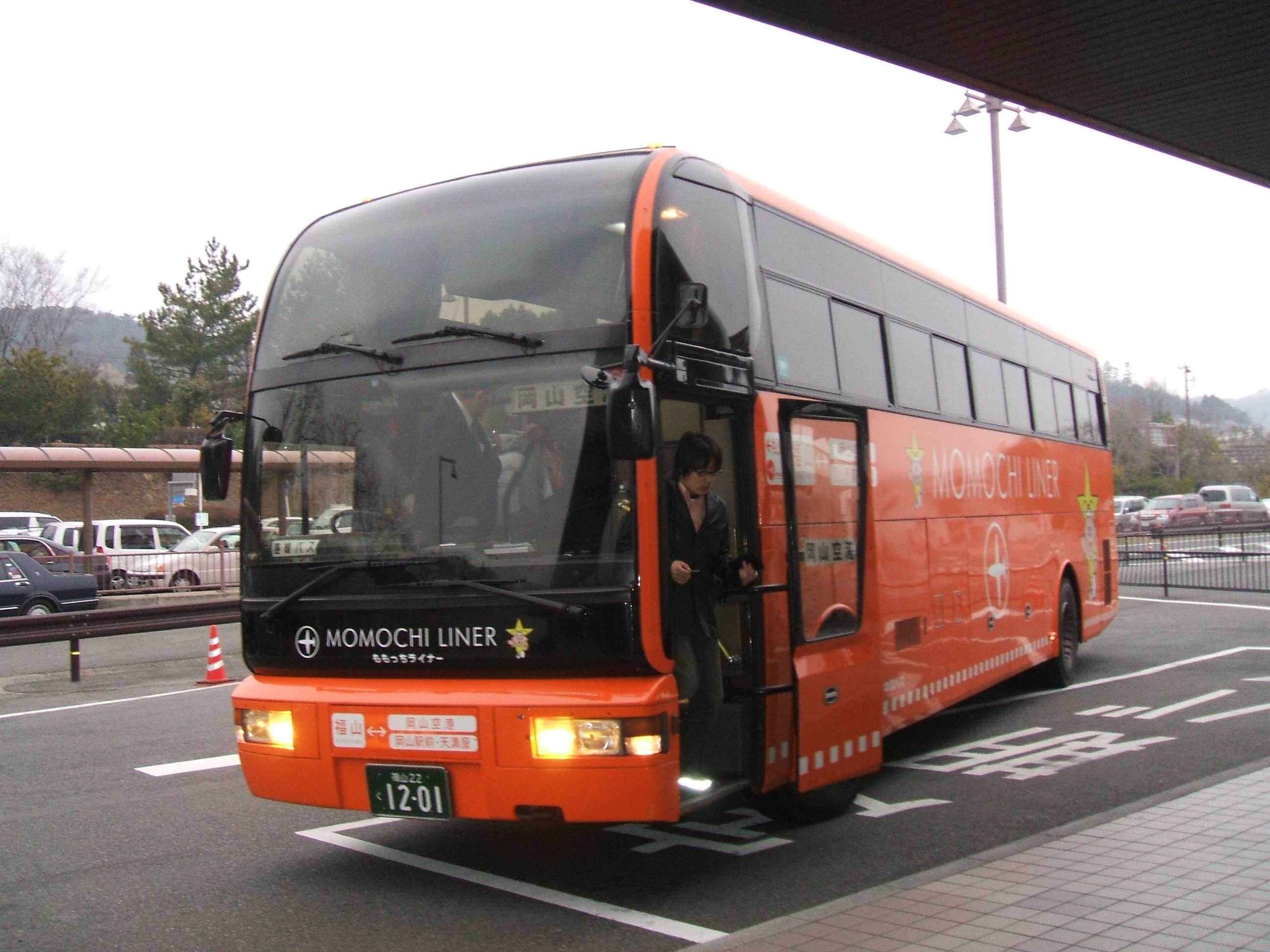
中国バスのももっちライナー専用車
岡山空港のバス停留所にて（2007年撮影）

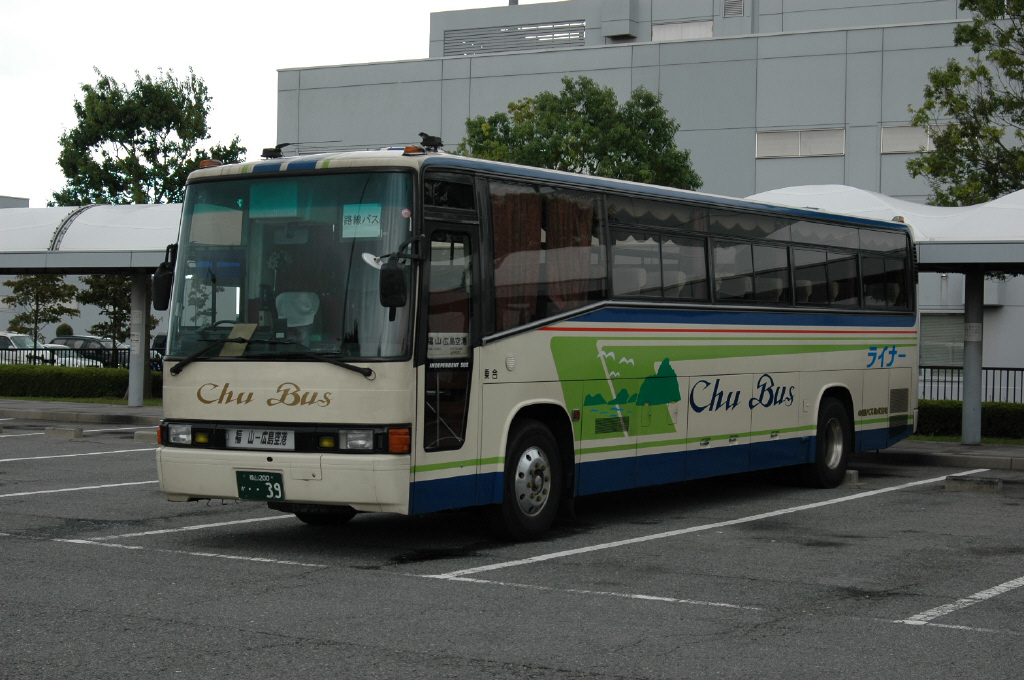
「ももっちライナー」に転用された車両（2006年9月20日撮影）
中国バス（H9010号車）
日野・ブルーリボンRU
P-RU638BB改、1990年式
空港連絡バス（福山 - 広島空港）で使われていたが「ももっちライナー」に転用された。

ももっちライナー（MOMOCCHI LINER）は、岡山県岡山市（岡山空港）と広島県福山市を結んでいた高速バス（空港リムジンバス）。

## 概要
2006年9月28日運行開始。岡山県が主導して、福山市を中心に広島県東部での岡山空港の利用者増加につなげようと計画し、両備バス（現・両備ホールディングス）・井笠鉄道・中国バスの3社に高速バス運行を要請して開設された路線である。しかし利用客の低迷により、2008年1月31日の運行をもって廃止された。
路線愛称は、岡山県のマスコットキャラクター「ももっち」にちなみ、座席は全便自由席で予約不要であった。

## 歴史
- 2006年9月28日 両備バス（現・両備ホールディングス）・井笠鉄道・中国バスの3社により運行開始。
- 2006年12月22日 旧・中国バスの事業廃止により、同社担当便を新・中国バス（両備バスの100%子会社）に移管。
- 2007年7月31日 福山駅前 - 岡山IC - 岡山駅前 - 天満屋バスセンター系統の運行廃止。
- 2008年1月31日 運行廃止。

## 運行会社
- 両備ホールディングス（両備バス）
  - 両備シビルバスカンパニー西大寺営業所が担当。

- 井笠鉄道
  - 笠岡自動車営業所が担当。

- 中国バス
  - 福山営業所が担当。

## 停車停留所
- 岡山空港～福山系統（2008年1月31日廃止）

＜レスパール藤ヶ鳴 - 岡山空港 - 岡山IC＞ - ＜広尾 - 千間土手東 - 新橋 - 福山駅前＞
- 岡山市内～福山系統（2007年7月31日廃止）

＜天満屋バスセンター - 岡山駅前（ドレミの街・岡山高速バスセンター）- 岡山大学筋 - 岡山IC＞ - ＜広尾 - 千間土手東 - 新橋 - 福山駅前＞
- ＜停留所 - 停留所＞でくくった中での相互乗降はできない。
- レスパール藤ヶ鳴発着便は一部便のみ。
- 岡山IC（両備バス駐車場）で岡山 - 関西国際空港線（関西国際空港方面）に乗り換えることで、福山駅前 - 関西国際空港間の高速バスとしても利用できた。

## 運行経路
- 岡山空港～福山系統
  - 岡山空港 - 岡山県道72号岡山賀陽線 - 国道53号 - 岡山IC - 山陽自動車道 - 福山東IC - 国道182号 - 国道2号 - 福山市内
- 岡山市内～福山系統
  - 岡山市内 - 国道53号 - 岡山IC - 山陽自動車道 - 福山東IC - 国道182号 - 国道2号 - 福山市内

## 車両
4列シートの車両が使用される。専用車両のデザインは3社共通で、両備グループデザイン顧問を務める水戸岡鋭治が手がけた。
中国バスの所属車両は、基本デザインはそのままロゴを変更してエアポートリムジン (広島空港線)に転用し、両備バスから本路線で使われていた車両も転籍している。
井笠鉄道の所属車両は、ももっちライナー廃止後、ロゴを撤去して貸切車として使用されている。